# Buissonville
Buissonville is een plaats en deelgemeente van de Belgische gemeente Rochefort. Buissonville ligt in de provincie Namen en was tot 1 januari 1977 een zelfstandige gemeente.

## Demografische ontwikkeling
- Bronnen:NIS, Opm:1831 tot en met 1970=volkstellingen, 1976= inwoneraantal op 31 december

Deelgemeenten: Ave-et-Auffe · Buissonville · Éprave · Han-sur-Lesse · Jemelle · Lavaux-Sainte-Anne · Lessive · Mont-Gauthier · Rochefort · Villers-sur-Lesse · Wavreille

Overige dorpen en gehuchten: Auffe · Ave · Belvaux · Briquemont · Forzée · Frandeux · Génimont · Hamerenne · Havrenne · Jamblinne · Laloux · Navaugle · Vignée

Belgische gemeenten · arrondissement Dinant · provincie Namen · Wallonië